# Mycetophila palaciosi
Mycetophila palaciosi är en tvåvingeart som beskrevs av Duret 1981. Mycetophila palaciosi ingår i släktet Mycetophila och familjen svampmyggor. Inga underarter finns listade i Catalogue of Life.